# Лариос, Гильермо
Гильермо Алессандро Лариос Сааведра (исп. Guillermo Alessandro Larios Saavedra; род. 11 мая 2002, Сантьяго) — перуанский футболист, нападающий клуба «Альянса Атлетико».

## Клубная карьера
Лариос — воспитанник клубов «Хосе Олайя» и «Университарио». 19 марта 2021 года в матче против «Академия Кантолао» он дебютировал в перуанской Примере в составе последнего. 28 октября 2022 года в поединке против «Кахамарка» Гильермо забил свой первый гол за «Университарио». В начале 2023 года Лариос перешёл в «Альянса Атлетико». 26 марта в матче против «Спорт Бойз» он дебютировал за новую команду. 14 мая в поединке против своего бывшего клуба «Университарио» Гильермо забил свой первый гол за «Альянса Атлетико».